# Semnul împărțirii
Semnele două puncte ( : ), linia de fracție ( — ), bara oblică ( /, slash)  și obelus ( ÷ ) sunt simboluri matematice folosite la notarea operației de împărțire.
Linia de fracție este folosită aproape exclusiv în textele matematice și la notarea fracțiilor ordinare.
În informatică operatorul de împărțire este exclusiv bara oblică.
Deși este larg răspândit în țările anglofone, obelus nu este universal și nu este recomandat de standardul ISO 80000-2 în notațiile matematice.

## În matematică
Simbolurile folosite în matematică pentru a indica operația de împărțire sunt două puncte ( : ), linia de fracție ( — ) bara oblică ( / ), și obelus ( ÷ ). Standardul ISO 80000-2 pentru notații matematice recomandă ca semne ale împărțirii doar bara oblică și linia de fracție, pentru raporturi recomandă două puncte, iar caracterul obelus nu este recomandat pentru notarea operației de împărțire. În Italia și Rusia caracterul obelus este folosit uneori în textele tehnice pentru a indica un interval de valori.

## Codare
| Semne | Unicode  | Unicode        | HTML        | HTML    | HTML     | LaTeX  |
| Semne | Cod      | Denumire       | hexazecimal | zecimal | nume     | LaTeX  |
| ----- | -------- | -------------- | ----------- | ------- | -------- | ------ |
| :     | U + 003A | COLON          | &#x003A;    | &#58;   |          | :      |
| ÷     | U + 00F7 | DIVISION SIGN  | &#x00F7;    | &#247;  | &divide; | \div   |
| ∕     | U + 2215 | DIVISION SLASH | &#x2215;    | &#8725; |          |        |
| ⁄     | U + 2044 | FRACTION SLASH | &#x2044;    | &#8260; | &frasl;  |        |
| ∶     | U + 2236 | RATIO          | &#x2236;    | &#8758; |          | \ratio |

### Generare de la tastatură
Semnele două puncte și bară oblică se află direct pe tastatură.
În Microsoft Windows semnul obelus se obține cu Alt+247 (sau cu Alt+0246) sau cu o combinație de taste personalizată. În Mac OS el se obține cu ⌥ (Option)+/. În UNIX el se obține cu Compose+:-. În  Chrome OS (cu extensie de tastatură) el se obține cu AltGr+Shift+>.